# تشوي يو سام
تشوي يو سام (هانغل: 최요삼) مواليد 16 أكتوبر 1973 في جولا الشمالية، كوريا الجنوبية - الوفاة 3 يناير 2008 في سول، كان ملاكم محترف كوري جنوبي صنّف ضمن فئة وزن خفيف الذبابة بدأ مسيرته الاحترافية سنة 1993. حقق بطولة المجلس العالمي للملاكمة وبطولة منظمة الملاكمة العالمية.

## إحصائيات
خاض خلال مسيرته 37 نزالا، فاز في 32 ولم يتعادل وخسر في 5. فاز بالضربة القاضية في 19 نزالا.

## روابط خارجية
- تشوي يو سام على موقع بوكس ريك (الإنجليزية) (registration required)